# 2000 (عدد)
2000 (ألفان) هو عدد صحيح . يلي العدد 1999 ويسبق العدد 2001 وهو عدد طبيعي.
الألفان الواحدة تساوي عشرون مائة

## في الرياضيات
- حسب نظام العد العشري في الرياضيات، يمكن كتابة العدد ألف على النحو:
- 2,000 — اثنان متبوعا بثلاثة أصفار.
- 2 × 103 — اثنان في عشرة مرفوعة لأس ثلاثة.

## في التاريخ
- مدة 2000 عام يطلق عليها اسم الألفية الثانية.